# Fragments sur la grâce
Pour plus de détails, voir Fiche technique et Distribution.
Fragments sur la grâce est un film français réalisé par Vincent Dieutre, sorti en salles en décembre 2006.

## L'histoire
Le réalisateur se porte sur les traces du jansénisme. Le spectateur le suit dans sa quête à travers des lectures de textes d'époque, des passages autobiographiques et des entretiens avec un universitaire, entre documentaire, fiction et autobiographie filmée.
Vincent Dieutre a filmé caméra à l'épaule, passant du site de Port-Royal des Champs aux lieux parisiens marquant de l'histoire du jansénisme (l'église Saint-Jacques-du-Haut-Pas, la bibliothèque de Port-Royal, le monastère de Port-Royal-de-Paris, etc.). Il alterne ces évocations avec les réflexions de Philippe Sellier, un des meilleurs historiens du jansénisme. Le spectateur assiste ensuite à des lectures de lettres des religieuses de Port-Royal, avec la diction du XVIIe siècle, ce qui déroute souvent le spectateur tout en le faisant entrer dans le drame de Port-Royal.

## Fiche technique
- Réalisation : Vincent Dieutre
- Scénario : Vincent Dieutre, Laurent Roth
- Montage : Dominique Auvray

## Distribution
- Françoise Lebrun : une lectrice
- Mireille Perrier : une lectrice
- Éva Truffaut : une lectrice
- Mathieu Amalric : un lecteur
- Vincent Dieutre : un lecteur
- Cyrille Pernet : un lecteur
- Laurent Roth : un enquêteur
- Gildas Le Dem : un enquêteur
- Christine Vézinet : une enquêtrice
- Joannès Roth : un invité
- Sébastien Eveno : un invité
- Eugène Green : un invité
- Philippe Sellier : le professeur